# Hingstekaaringen i Næstved
Hingstekaaringen i Næstved er en dansk dokumentarisk optagelse fra 1943.

## Handling
Den årlige kåring af belgiske og oldenborgske heste finder sted på Grønnegades Kaserne i Næstved den 26. februar 1943. Omkring 5000 landmænd er samlet for at beundre de flotte dyr. Danmarks dyreste hingst er belgieren "Mussolini" til 80.000 kr. Derudover optagelser fra byen (med forklarende undertekster!) af bl.a. Næstved Bio, hvor Landbrugsraadets hestefilm bliver vist.